# Monasterio de Sretenje (Ovčar)
El monasterio de Sretenje (en serbio: Манастир Сретење y manastir Sretenje) es un monasterio Iglesia ortodoxo serbio ubicado en Dučalovići en la Lučani. Está situado cerca de la aldea de Dučalovići en la eparquía de Zice. Es uno de los 20 monasterios de la Montaña Ovčar.

## Historia
El monasterio de Sretenje se encuentra en Dučalovići, un lugar en el municipio de Lučani, en la cima de la Montaña Ovčar a 800 metros sobre el nivel del mar. Según datos escritos, el monasterio de Sretenje fue mencionado por primera vez en el monasterio de Jovanje en 1571. año y también se menciona su demolición en 1623, que data su origen y existencia a un período anterior. La leyenda dice que se arrojó una corona (corona) desde lo alto de Ovčara, por lo que se vio donde caería, donde se construiría una iglesia. Después de ese evento, la colina sobre el monasterio se llama Koronjsko brdo.
El Monasterio de Sretenje es un bien cultural inamovible como monumento cultural de gran importancia. Está el Metohija del monasterio de Sretenje en el pueblo de Pakovraće.
La iglesia del monasterio fue renovada por obra del monje Nikifor Maksimović, quien después de la renovación del Monasterio de la Transfiguración, en 1818. año comenzó la renovación del Monasterio de Sretenje, cuando se renovaron la iglesia, el konak y las murallas. A petición del príncipe Miloš Obrenović, por grandes méritos, fue presentado para el archimandrita del monasterio de Sretenje, y más tarde fue ordenado obispo de Užice, Nikifor Maksimović. Murió en 1853. año y fue enterrado en la iglesia de Sretenje.
Minodora Šišović fue abadesa de monasterio desde 1975. hasta 2005. año
La iglesia del monasterio se levantó como un edificio de una sola nave, con un ábside del altar profundo de cinco lados en el exterior, coros rectangulares poco profundos y un nártex de base casi cuadrada, sobre el cual se erigió un campanario. Tiene una bóveda de medio punto, con una cúpula ciega sobre el nártex. La decoración de la fachada se reduce a un zócalo de piedra y una cornisa de techo ligeramente perfilada. Las partes inferiores de la nave, el ábside del altar y el tabique de mampostería del altar, así como el rosetón del púlpito de mármol en forma de estrella de seis puntas, con un borde de hojas de hiedra en forma de corazón, datan el templo de Sretenje hasta el final. del siglo XVI.